# 鹿内大嗣
鹿内 大嗣（しかない だいし、1982年6月4日 - ）は、日本の元俳優。青森県出身。身長184cm、体重70kg。趣味は、旅行・食べ歩き。元所属事務所は、ケイファクトリー。

## 出演

### テレビドラマ
- ギラギラ（2008年10月 - 12月、テレビ朝日） - 春希 役
- メイちゃんの執事（2009年1月 - 3月、フジテレビ） - 御徒町 役
- 月曜ゴールデン「ご近所探偵・五月野さつき(4)旅立ちの代償」（2009年8月、TBS）
- 月曜ゴールデン「警視庁南平班〜七人の刑事〜」（2009年8月、TBS）
- 恋のから騒ぎドラマスペシャル『教祖と呼ばれた女』（2009年8月、日本テレビ）
- ラストメール2 いちじく白書 第9話 （2009年12月、BS朝日）
- ギネ 産婦人科の女たち 第9話  （2009年12月、日本テレビ）
- まっすぐな男（2010年1月 - 3月、フジテレビ・関西テレビ） - 坂口雅樹 役
- 特上カバチ!! 第5話 （2010年2月、TBS）
- トラブルマン（2010年、テレビ東京）
- 離婚同居 第3・4話（2010年6月、NHK）
- ハンチョウ〜神南署安積班〜シリーズ3 第3話 （2010年7月、TBS）
- 崖っぷちのエリー〜この世でいちばん大事な「カネ」の話第3話 （2010年7月、テレビ朝日）
- 新警視庁捜査一課9係 第5話 （2010年7月、テレビ朝日）
- モテキ 第11話 （2010年9月、テレビ東京）
- 医龍-Team Medical Dragon-3 第1話 （2010年10月、フジテレビ）
- フリーター、家を買う。 第10話 （2010年12月、フジテレビ）
- デカワンコ 第6話 （2011年2月19日、日本テレビ）
- プロポーズ兄弟〜生まれ順別 男が結婚する方法〜 第2夜「間っ子が結婚する方法」 （2011年2月22日、フジテレビ）
- 四つ葉神社ウラ稼業 失恋保険〜告らせ屋〜 （2011年4月 - 6月、読売テレビ） - 梅吉 役
- BOSS 2ndシーズン 第4話（2011年5月12日、フジテレビ） - 木下 役
- リッチマン、プアウーマン（2012年7月 - 9月、フジテレビ） - 吉田一雄 役

### 映画
- THE LAST MESSAGE 海猿 （2010年9月）
- うさぎドロップ （2011年8月） - 倉庫作業員 役